# Dakateli
Dakateli est une localité du Sénégal, située dans le département de Salemata et la région de Kédougou.
C'est le chef-lieu de l'arrondissement de Dakateli depuis la création de celui-ci par un décret du 10 juillet 2008.
On y dénombre 1 379 personnes et 150 ménages.